# Chrysocharis ignota
Chrysocharis ignota är en stekelart som beskrevs av Christer Hansson 1987. Chrysocharis ignota ingår i släktet Chrysocharis och familjen finglanssteklar. Inga underarter finns listade i Catalogue of Life.